# International Swimming Hall of Fame
De International Swimming Hall of Fame, een museum gelegen in de stad Fort Lauderdale in de Amerikaanse staat Florida. Door de mondiale zwembond FINA wordt de International Swimming Hall of Fame erkend als de Hall of Fame voor de zwemsporten
In 1964 werd werd de Hall of Fame opgericht en kreeg meer aanzien na de benoeming in 1965 van olympisch kampioen Johnny Weissmuller tot president.